# Ou Jingbai
Ou Jingbai (chiń. 歐敬柏; pinyin Ōu Jìngbǎi; ur. 2 czerwca 1971 w Pekinie) – chińska softballistka występująca jako designated hitter i pinch hitter, medalistka olimpijska.
Uczestniczka Letnich Igrzysk Olimpijskich 1996, podczas których osiągnęła srebrny medal w zawodach drużynowych (wystąpiła w sześciu spotkaniach). Dwukrotnie zdobyła złoty medal igrzysk azjatyckich (1990, 1994).